# 穗吻繸鯒
穗吻繸鯒，又稱穗吻多棘牛尾魚，為輻鰭魚綱鮋形目牛尾魚亞目牛尾魚科的其中一種，分布於澳洲海域，屬底棲性魚類，體長可達38公分，生活在岩石底質海域，屬肉食性，生活習性不明。

## 擴展閱讀
維基物種上的相關：穗吻繸鯒